# Wachapreague (Virginia)
Wachapreague es un pueblo situado en el condado de Accomack, Virginia  (Estados Unidos). Según el censo de 2010 tenía una población de 232 habitantes.

## Demografía
Según el censo del 2000, Wachapreague tenía 236 habitantes, 133 viviendas, y 69 familias. La densidad de población era de 350,5 habitantes por km².
De los 133 viviendas en un 9%  vivían niños de menos de 18 años, en un 43,6%  vivían parejas casadas, en un 3,8% mujeres solteras, y en un 48,1% no eran unidades familiares. En el 42,9% de las viviendas  vivían personas solas el 25,6% de las cuales correspondía a personas de 65 años o más que vivían solas. El número medio de personas viviendo en cada vivienda era de 1,77 y el número medio de personas que vivían en cada familia era de 2,32.
Por edades la población se repartía de la siguiente manera: un 7,6% tenía menos de 18 años, un 3,8% entre 18 y 24, un 20,3% entre 25 y 44, un 33,1% de 45 a 60 y un 35,2% 65 años o más.
La edad media era de 56 años.  Por cada 100 mujeres de 18 o más años  había 83,2 hombres.
La renta media por vivienda era de 36.625$ y la renta media por familia de 39.063$. Los hombres tenían una renta media de 30.313$ mientras que las mujeres 21.563$. La renta per cápita de la población era de 21.680$. En torno al 2,9% de las familias y el 7,7% de la población estaban por debajo del umbral de pobreza.

## Localidades adyacentes
El siguiente diagrama muestra a las localidades más próximas a Wachapreague.